# 美国海军陆战队第3航空联队
美国海军陆战队第3航空联队（英語：3rd Marine Aircraft Wing）是美国海军陆战队在西海岸的主要飛行部隊。驻扎于加利福尼亚州圣迭戈县的米拉马海军陆战队航空基地。隶属美国第1海军陆战远征军。